# Hejsager
Hejsager (tysk: Heisagger) er en by i Sønderjylland med 263 indbyggere  (2024), beliggende 11 km nordøst for Hoptrup, 8 km sydvest for Årøsund og 10 km sydøst for Haderslev. Byen hører til Haderslev Kommune og ligger i Region Syddanmark.

## Sogne og kirker
Det meste af Hejsager hører til Grarup Sogn, men den nordlige og den sydvestlige del hører til Halk Sogn, så sognegrænsen slynger sig gennem byen. Grarup Kirke ligger i landsbyen Grarup 4 km nord for Hejsager, og Halk Kirke ligger 1½ km sydøst for Hejsager.

## Faciliteter
Den tidligere skole Gretbjerghus ligger 1 km øst for Hejsager. Den blev i 2011 overtaget af Halk-Hejsager Beboerforening og er hjemsted for to lokalhistoriske foreninger og en juniorklub, der benytter gymnastiksalen. Der laves håndarbejde og dyrkes yoga, og der spilles kort, billard og dart samt krolf på sportspladsen.

## Historie
Hejsager havde station på Haderslev Amts Jernbaners strækning Haderslev-Årøsund (1903-1938). Det danske målebordsblad viser at byen havde fået mejeri, bageri, postkontor og jordemoderhus.
Stationsbygningen er bevaret på Hejsager Strandvej 41.